# Іллінівська волость
Іллінівська — історична адміністративно-територіальна одиниця Бахмутського повіту Катеринославської губернії із центром у селі Іллінівка.
Станом на 1886 рік складалася з 25 поселень, 26 сільських громад. Населення — 2694 особи (1352 чоловічої статі та 1342 — жіночої), 468 дворових господарств.
|                     | Площа, десятин | У тому числі орної, дес. |
| ------------------- | -------------- | ------------------------ |
| Сільських громад    | 1517           | 971                      |
| Приватної власності | 20795          | 5168                     |
| Іншої власності     | 123            | —                        |
| Загалом             | 22495          | 6139                     |

Поселення волості:
- Іллінівка (Ступки, Верхова, Грубіна) — колишнє власницьке село при річці Ступка за 3 верст від повітового міста, 137 осіб, 6 дворових господарств, каплиця, винокурний завод. За версту — залізнична станція Ступки. За 10 верст — залізнична станція Деконівська.
- Одрадівка — колишнє власницьке село при річці Бахмутка, 89 осіб, 13 дворових господарства, паровий млин, винокурний завод.
- Привільна (Копанки) — колишнє власницьке село при яру Наумиха, 155 осіб, 25 дворових господарств, постоялий двір.

Наприкінці 1890-тих волость ліквідовано, територія увійшла до складу Бахмутської волості.